# Nunécia
Nunécia (em latim: Nunechia) foi uma nobre romana do começo do século V, ativa na Gália e Hispânia. Era uma cristã, esposa do mestre dos soldados Gerôncio. Em 411, quando as tropas de seu marido viraram-se contra ele após Gerôncio fugir do exército lealista de Constâncio e Úlfilas, Nunécia pediu-lhe que a matasse para evitar que ela fosse capturada pelos inimigos.